# Benoni Beheyt
Benoni Beheyt (ur. 27 września 1940 w Zwijnaarde) – belgijski kolarz szosowy i torowy, złoty medalista szosowych mistrzostw świata.

## Kariera
Największy sukces w karierze Benoni Beheyt osiągnął w 1963 roku, kiedy zdobył złoty medal w wyścigu ze startu wspólnego podczas szosowych mistrzostw świata w Ronse. W zawodach tych wyprzedził bezpośrednio swego rodaka Rika Van Looya oraz Holendra Jo de Haana. Był to jednak jedyny medal wywalczony przez niego na międzynarodowej imprezie tej rangi. W tej samej konkurencji był też między innymi jedenasty na rozgrywanych rok później mistrzostwach świata w Sallanches. W 1960 roku wystąpił na igrzyskach olimpijskich w Rzymie, zajmując siódme miejsce ze startu wspólnego i osiemnaste w drużynowej jeździe na czas. Ponadto był między innymi pierwszy w wyścigu Halle-Ingooigem oraz trzeci w Paryż-Tours w 1962 roku, najlepszy w Gandawa-Wevelgem, Grand Prix de Fourmies i Tour de Wallonie w 1963 roku, a rok później zwyciężył w wyścigu Dookoła Belgii, był drugi w Paryż-Roubaix i Ronde van Vlaanderen oraz trzeci w wyścigu Paryż-Bruksela. Trzykrotnie startował w Tour de France, wygrywając jeden etap w 1964 roku. W klasyfikacji generalnej najlepiej wypadł rok później, kiedy zajął 47. pozycję. Startował także na torze, zdobywając między innymi złoty medal w madisonie na mistrzostwach kraju w 1960 roku. W 1968 roku zakończył karierę.

## Najważniejsze zwycięstwa
- 1963 – mistrzostwo świata, Gandawa-Wevelgem, Grand Prix de Fourmies
- 1964 – etap Tour de France, Tour of Belgium